# Penta no Tsuri Bōken
Penta no Tsuri Bōken (ペン太の釣冒険) est une saga de jeux vidéo dérivée de Antarctic Adventure pour les téléphones mobiles, développée par Konami et éditée le 7 mai 2003. À la mi-2004, elle a été rééditée par Konami pour la plateforme de téléchargement Konami Net DX (コナミネットDX, Konami Netto DX) titre Penta no Tsuri Bōken DX (ペン太の釣冒険DX).